# Cartel das Esquerdas (França)
O Cartel das Esquerdas foi uma coalizão eleitoral formada para as eleições legislativas francesas de 1924. Reunindo vários partidos e grupos de centro e de centro-esquerda, o Cartel permaneceu no poder até 1926. O “Partido Radical (PR)”, liderado por Édouard Herriot, dominou a coalizão durante toda a sua existência.

## Histórico
O “Cartel das Esquerdas” foi formado a partir da coalizão de cinco grupos:
- Partido Radical (PR)
- Radicais Independentes - a ala direita dos radicais
- Partido Republicano-Socialista (PRS)
- Socialistas Independentes
- Seção Francesa da Internacional Operária (SFIO) - a maioria do partido

A coalizão também foi apoiada por uma minoria dissidente do “Partido Republicano Democrático e Social (PRDS)”. Os primeiros deputados comunistas eleitos em 1924, por outro lado, formaram a oposição. A vitória de 1924 foi, portanto, um simples acordo eleitoral iniciado no final de 1923 e não uma colaboração, ditada essencialmente pelo desejo comum de derrotar o “Bloco Nacional” de direita. Seu programa de governo teve uma dimensão muito geral: anticlericalismo, pacifismo e a denúncia do exercício do poder do Presidente da República, Alexandre Millerand, acusado de fortalecer seu poder pessoal e ser parcial.
A primeira ação do Cartel no poder foi exigir a renúncia de Millerand, acusado de ter falhado em seu papel de simples árbitro e em suas obrigações de neutralidade, contrariando a tradição da Constituição Francesa de 1875.  Em junho, Édouard Herriot formou um governo que rapidamente tomou medidas importantes: a transferência das cinzas do socialista Jean Jaurès para o Panteão, a anistia para grevistas e a autorização para a sindicalização de funcionários públicos. Ele também liderou uma contraofensiva secular na educação. O ensino secundário moderno (sem latim) foi restabelecido, assim como o princípio do ensino médio gratuito.
O Cartel das Esquerdas, no entanto, fracassou em sua política financeira. De fato, os socialistas queriam sanar a dívida adotando um imposto sobre o capital, em particular sobre os lucros obtidos durante a Primeira Guerra Mundial, enquanto a direita e alguns radicais, bem como os círculos financeiros, eram muito hostis a isso. Uma verdadeira crise no setor financeiro causou o colapso final do grupo, que não conseguiu resolvê-la. A partir de então, os socialistas passaram à oposição, pondo fim à coalizão.